# Цемпково
Цемпково (пол. Cempkowo) — село в Польщі, у гміні Плонськ Плонського повіту Мазовецького воєводства.
Населення — 179 осіб (2011).
У 1975-1998 роках село належало до Цехановського воєводства.

## Демографія
Демографічна структура станом на 31 березня 2011 року:
|          | Загалом | Допрацездатний вік | Працездатний вік | Постпрацездатний вік |
| -------- | ------- | ------------------ | ---------------- | -------------------- |
| Чоловіки | 88      | 19                 | 57               | 12                   |
| Жінки    | 91      | 25                 | 48               | 18                   |
| Разом    | 179     | 44                 | 105              | 30                   |